# Cuzumi
Cuzumi (japonsko 鼓), tudi kocuzumi (小鼓), je boben v obliki peščene ure, na katerega se igra v tradicionalnih predstavah na Japonskem. Telo ročnega bobna je v obliki dvojne čaše z zelo tankim osrednjim delom. Povezan je s korejskim bobnom imenovanim janggu.

## Slog igranja
Cuzumi je edini boben na Japonskem, na katerega se igra z rokami. Na vse ostale bobne kot je taiko se igra s kladivi (bači). Običajno si glasbenik cuzumi obesi čez eno ramo in po njem udarja z obema rokama.
Danes se cuzumi igra predvsem v gledališču Kabuki in Noh. Cuzumi uporabljajo tudi gejše, na primer v Mijako-Odori, pa tudi v tradicionalni japonski ljudski glasbi.

## Ime
Znak 鼓 (japonsko cuzumi ali kitajsko-japonsko ko) je nekoč, tako kot še danes v kitajščini, označeval vse vrste bobnov, zato se tudi glavni taiko pišejo s tem znakom. Zaradi tega se ročni bobni v japonščini imenujejo tudi kocuzumi ali redkeje šōko (kitajsko-japonsko) »mali boben«.
Japonsko branje cuzumi naj bi bilo izposojeno bodisi iz sanskrta dundubhi ali dudubhi za starodavne indijske bobne (vojni bobni z lesenim ohišjem, morda kotlički) ali kitajsko kitajsko dōutánɡǔ (都曇鼓 / 都昙鼓).